# 天建寺橋
天建寺橋（てんけんじばし）は、佐賀県三養基郡みやき町と福岡県久留米市との間を流れる筑後川にかかる、佐賀県道・福岡県道138号西島筑邦線のPC斜張橋である。

## 概要
天建寺橋が建設される前までは、「天建寺渡し」という渡し舟が運行され、筑後川改修工事で陸の孤島となった土井外地区と他の地区への移動手段となっており、小学生なども通学時に渡船を利用していた。しかし1950年（昭和25年）2月13日、強風の影響で小中学生や教諭など45人が乗船していた渡船が沈没し、6人の小学生が亡くなった。このため、この区間に天建寺橋が建設されることになった。
事故から4年後に橋が建設されたが車道の幅員が4.5 mしかなく、車の離合のために橋上の2か所が5.5 mに拡幅されていた。1999年（平成11年）に現在の天建寺橋が開通した。
土井外地区には「学童遭難乃碑」と「六地蔵」が建立された。事故では下級生数人を助けたのち力尽きてなくなった上級生もおり、地元のみやき町立三根中学校では道徳の授業でこの事故から命の尊さを考える授業が行われている。

### 諸元
- 長さ：426 m
- 総幅員：14.60　m

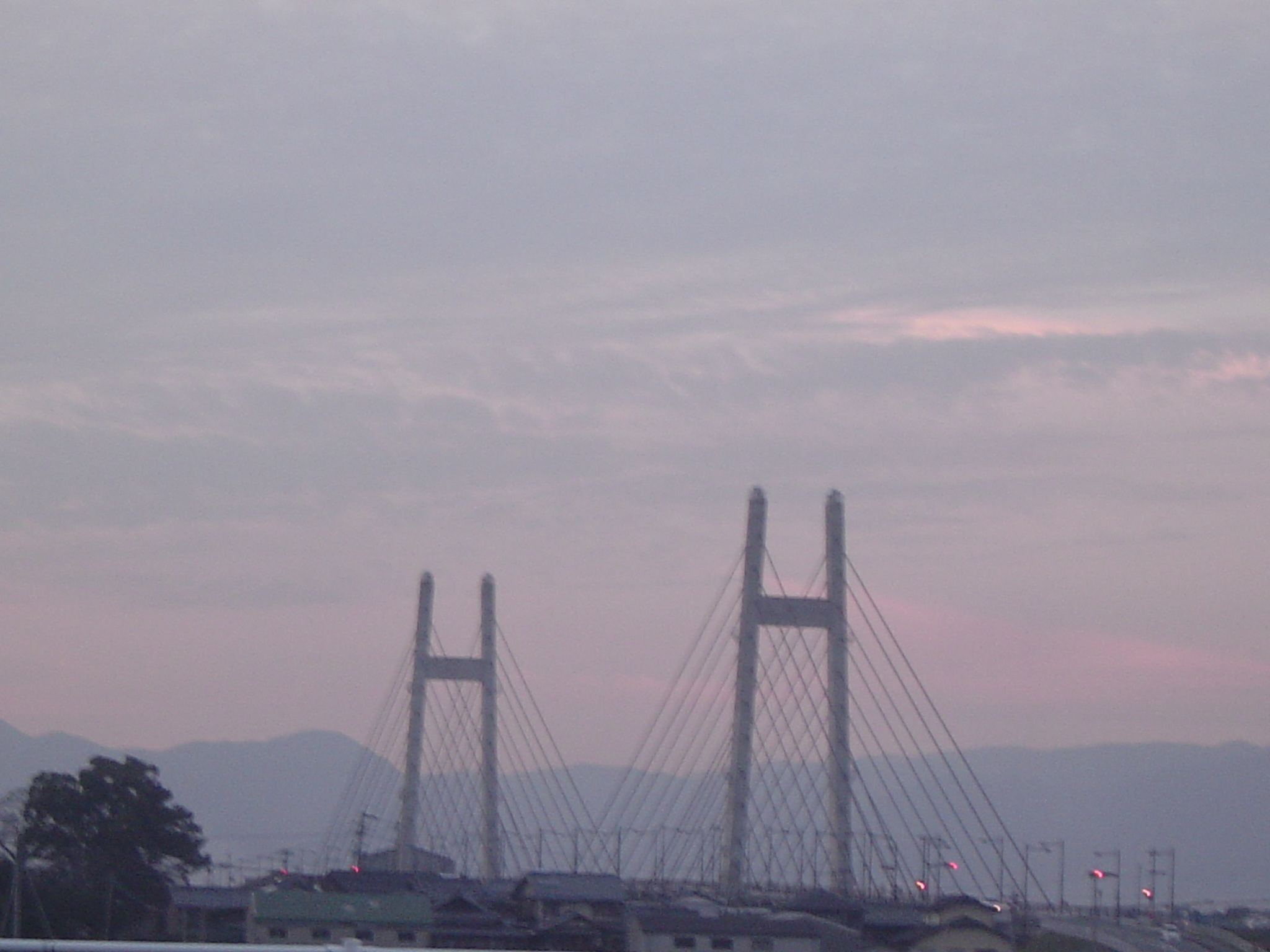
大善寺橋より
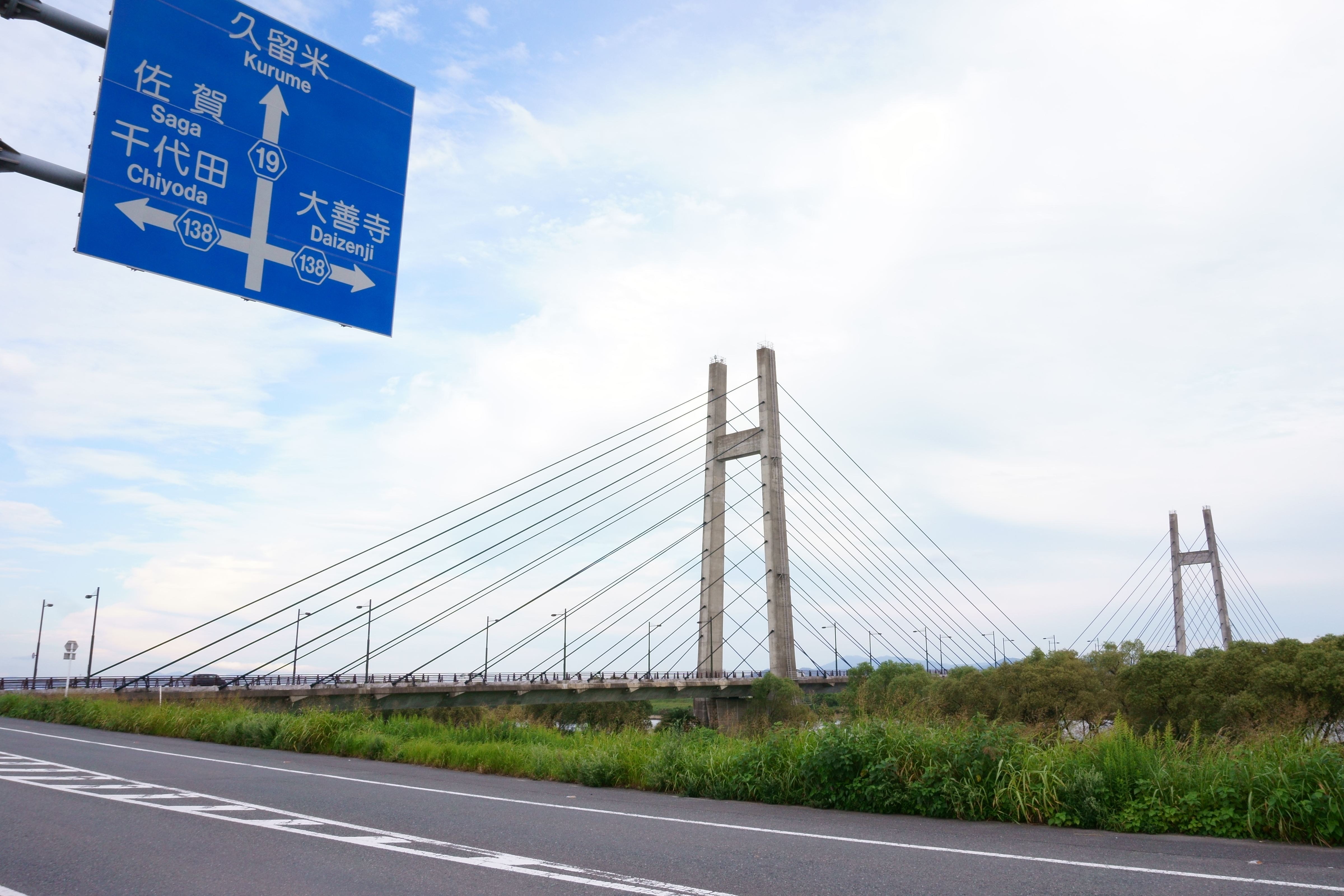
右岸みやき町坂口から
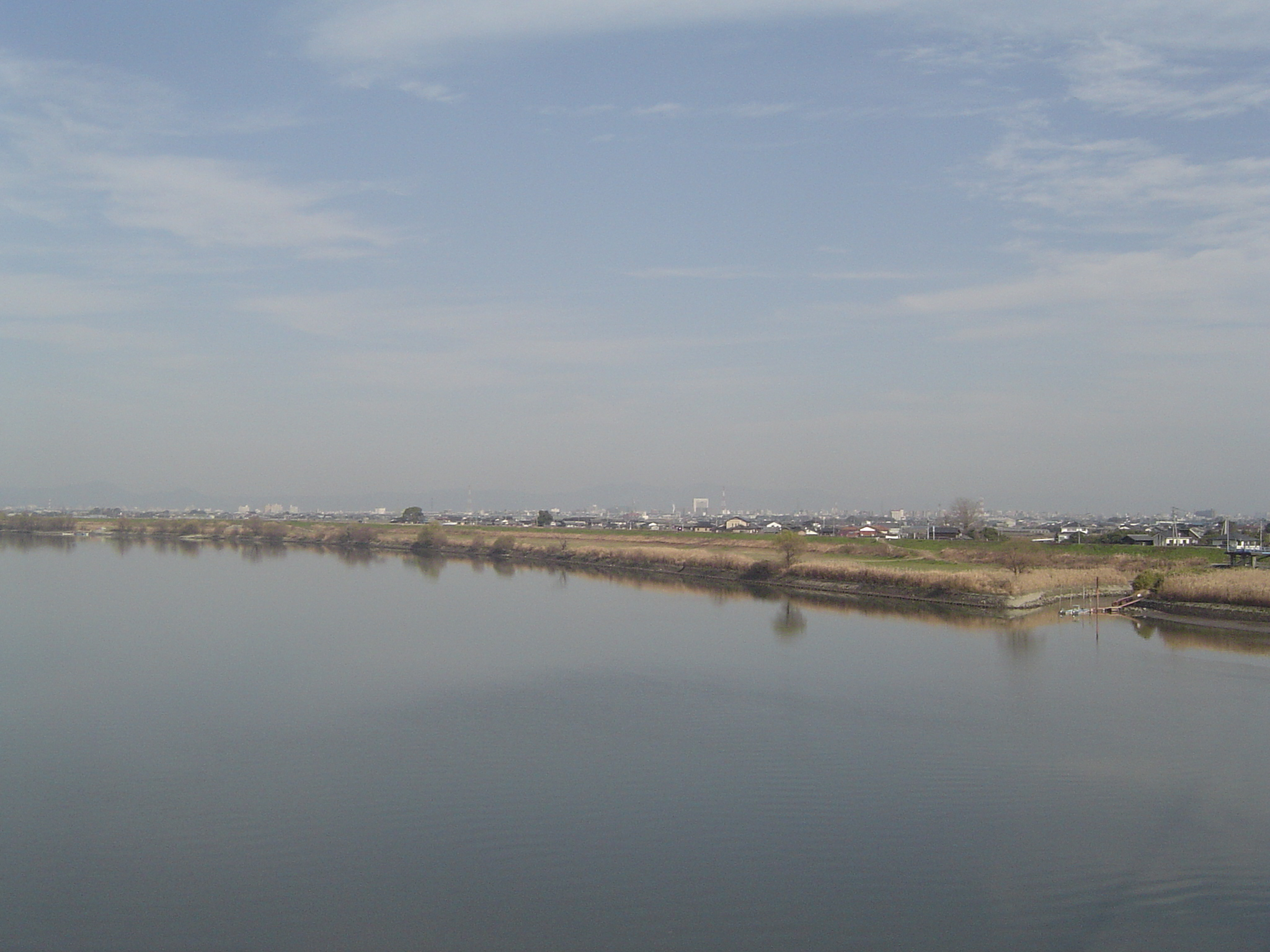
橋上より久留米市中心部を望む。
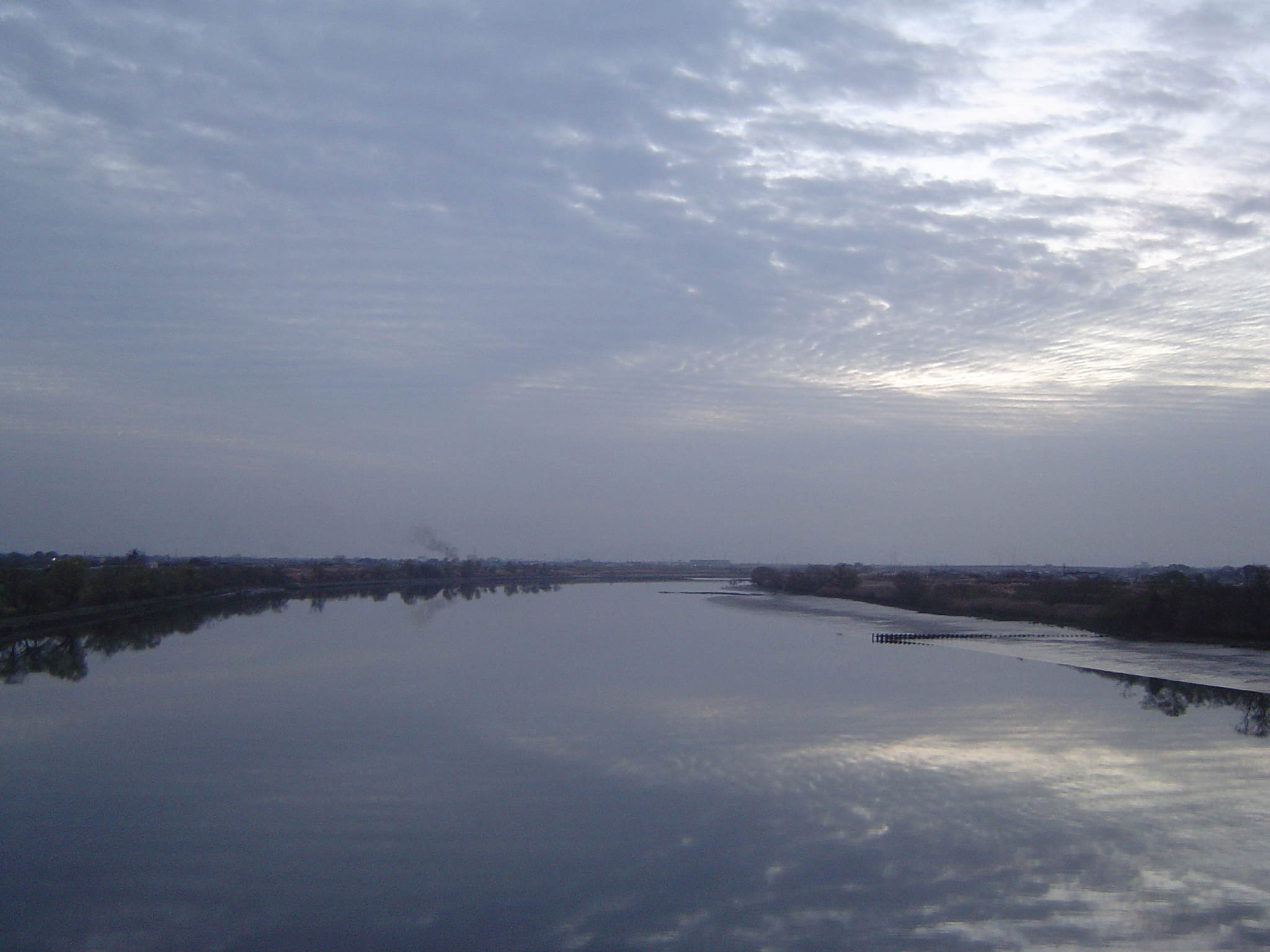
橋上より筑後川下流を望む。
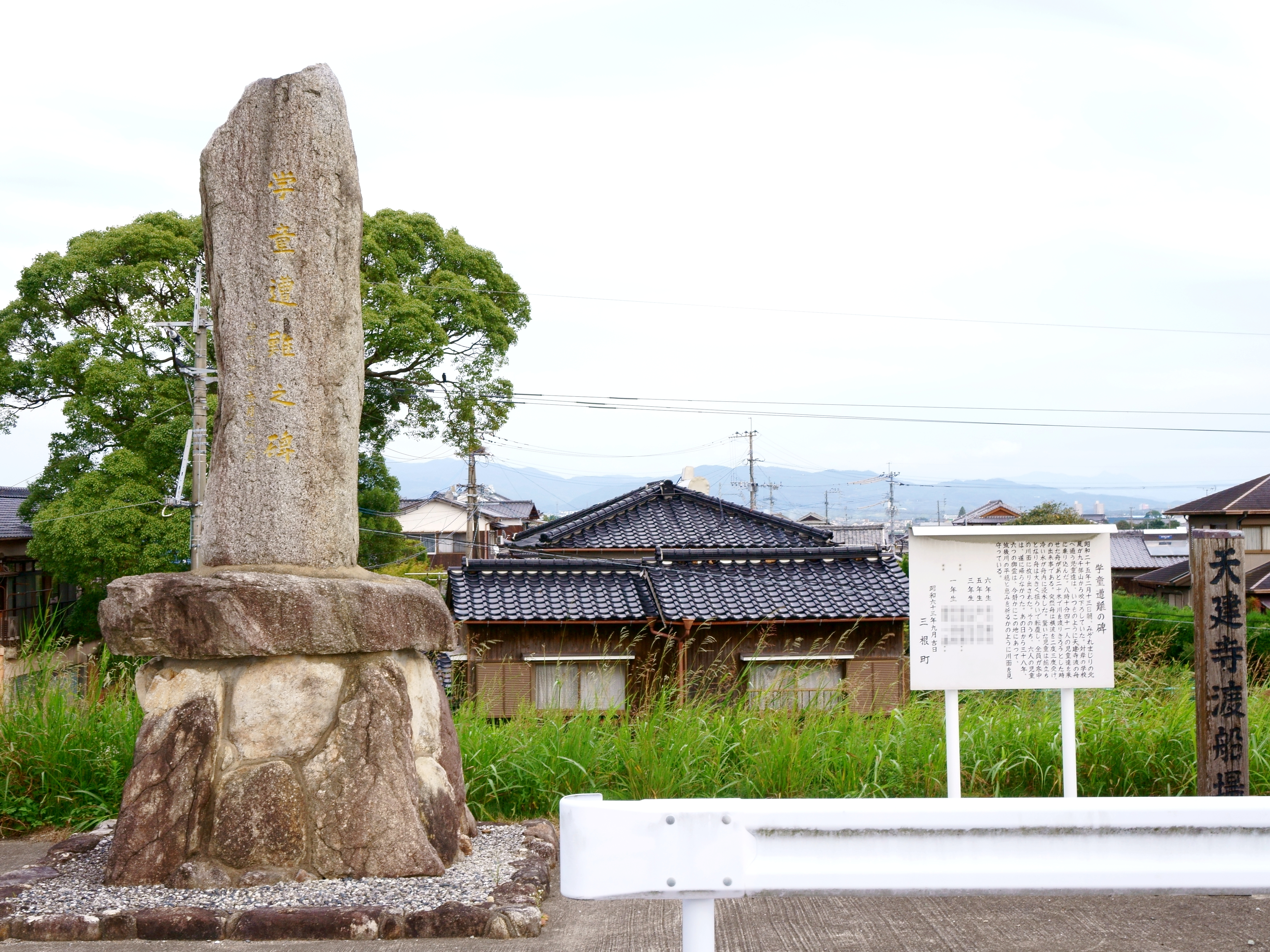
渡舟転覆事故を悼む「学童遭難之碑」（土井外地区）

## イベント
2009年からみやき町商工会青年部と久留米南部商工会青年部により橋を通行止めにして福岡、佐賀両県民による大綱引きを主なイベントとする県境フェスティバルが開催されている。